# Equus stenonis
Il cavallo di Stenone (Equus stenonis) era un cavallo monodattilo vissuto tra il tardo Pliocene e l'inizio del Pleistocene e diffuso in Europa occidentale, Europa sudorientale e Nordafrica. Misurava fino a 145-155 cm al garrese e si estinse circa un milione di anni fa. Ne esistevano varie sottospecie, quali Equus stenonis vireti e Equus stenonis senezensis, ed è considerato il progenitore di alcune altre specie del genere Equus. Tra queste potrebbero annoverarsi Equus bressanus, Equus namadicus, Equus numidicus, Equus mauritanicus.